# Саръшабан
Саръшабан (на гръцки: Χρυσούπολη, Хрисуполи, катаревуса: Χρυσούπολις, Хрисуполис, до 1925 година  Σαρή Σαμπάν, Сари Сабан) е град в Северна Гърция, център на дем Места (Нестос).

## География
Саръшабан е разположен в Саръшабанското поле на 20 m надморска височина, в доста плодородно землище. Отстои на 25 километра източно от областния център Кавала и на 14 километра северно от Керамоти, откъдето с редовни фериботни линии се свързва с близкия остров Тасос. Край града е разположено Международното летище на Кавала „Александър Велики“. За гостите на Саръшабан е уреден музей на река Места.
Южната махала се казва Кенес (Проастио), а северната Секелер (Пондиас).

## История

### В Османската империя
Районът е завладян от османците около 1375 – 1376 година, а дотогава тук се е намирало селището Сапей. На днешното си място Хрисуполи възниква през XVII век под името Ески Саръшабан.
В края на XIX век Саръшабан е неголяма паланка център на Саръшабанската кааза на Османската империя. В 1891 година Георги Стрезов пише за Саръшабан:
| „ | Център на казата е селото „Ханлар“, което е ново и се е образувало от фамилиите на правителствените чиновници и занаятчии чужденци. Това село се е избрало за център поради своето местоположение всред казата и поради важността му от търговска страна. Числото на къщите не е по-голямо от 50. Сега почнали да се заселяват от околията постоянни жители. В „Сари-Шабан“ - така наричат понякога Ханлар - има огнена воденица. | “ |

Към 1900 година Васил Кънчов посочва в статистиката си („Македония. Етнография и статистика“) Сари Шабанъ като селище със 780 жители, от които мнозинството 450 турци, 180 българи и 150 власи, всички християни. Всички християнски жители на Саръшабан са под върховенството на Цариградската патриаршия - по данни на секретаря на Българската екзархия Димитър Мишев („La Macédoine et sa Population Chrétienne“) в 1905 година в селото има 180 българи патриаршисти гъркомани и 150 власи. В града има много българи абаджии, калайджии и дюлгери, а Дечо Ташков притежава бакалски магазин.

### В Гърция
През Балканската война е превзет с бой от четите на Стефан Чавдаров, Асен Хадживасилев и Георги Каролеев на 2 ноември 1912 година. На 11 юли 1913 година по време на Междусъюзническата война Саръшабан е завзет от гръцки военни части и след войната остава в Гърция. Първото гръцко преброяване показва 1455 жители, но след Първата световна война населението спада в преброяването от 1920 година на 692.
През 20-те години турското население на Саръшабан се изселва по споразумението за обмен на население между Гърция и Турция след Лозанския мир и на негово място са заселени гърци-бежанци. През 1923 година в района на Саръшабан действат чети на тракийската вътрешна революционна организация, една от които напада гръцкия гарнизон в село Юрганджилар на 2 март 1923 г. През 1925 година името Саръшабан – от турското sarı (жълт, рус) и личното име Шабан, е сменено на Хрисуполи, златен град. През 1928 година гръцките семейства в града са 41 и се състоят от 185 души, а селището е смесено местно-бежанско. Други данни за 1928 година показват 1590 жители, от които 781 бежанци.
Българска статистика от 1941 година показва 2160 жители.
По време на Гражданската война (1946 - 1949) година в градчето се заселват много от жителите на съседните планински села.
| Име    | Име    | Ново име     | Ново име       | Описание                                      |
| ------ | ------ | ------------ | -------------- | --------------------------------------------- |
| Дойран | Δοϊράν | Профиту Илиу | Προφήτου Ἠλιοῦ | местност между Саръшабан и Гравуна (Дойранли) |
| Аркия  | ῎Αρκια | Палиавлако   | Παλιαύλακο     | местност Ю от Саръшабан                       |

| Година    | 1913 | 1920 | 1928 | 1940 | 1951 | 1961 | 1971 | 1981 | 1991 | 2001  | 2011 | 2021 |
| --------- | ---- | ---- | ---- | ---- | ---- | ---- | ---- | ---- | ---- | ----- | ---- | ---- |
| Население | 1455 | 692  | 1590 | 2189 | 2649 | 5779 | 5745 | 7119 | 7208 | 15678 | 8885 | 8824 |

## Личности
Родени в Саръшабан
- Павел Кицос (р. 1967), гръцки духовник
- Янис Богданос (р. 1939), гръцки певец

## Побратимени градове
- Златоград, България[16]